# Trichogonia arguta
Trichogonia arguta là một loài thực vật có hoa trong họ Cúc. Loài này được (Kunth) Benth. & Hook.f. ex Klatt miêu tả khoa học đầu tiên năm 1886.